# Aerides falcatum
Aerides falcatum Lindl. & Paxton (1851), es una especie de orquídea epífita incluida en la subfamilia Epidendroideae. 

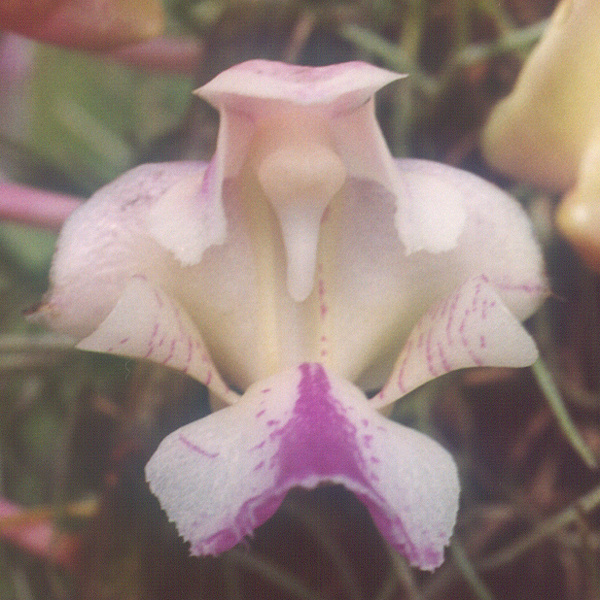
Detalle de la flor

## Descripción
Es una planta de tamaño grande que prefiere clima cálido a fresco, es epífita, monopódica  que tiene unas hojas erectas oblongo-liguladas, rígidas, gruesas, coriáceas, algo glaucas en la parte superior, y  de color verde oscuro con tonos de rojo debajo. Florece en una inflorescencia de 5 dm de largo, colgante con unas pocas y hasta 30 flores fragantes ceráceas que surgen en primavera y  verano.

## Distribución y hábitat
Se encuentra en el Himalaya oriental, Birmania, Tailandia, Laos, Camboya y Vietnam se producen en los bosques de tierras bajas caducifolios y secos, en alturas desde el nivel del mar hasta los 700 m s. n. m.

## Taxonomía
Aerides falcatum fue descrita por Lindl. & Paxton y publicado en Paxton's Flower Garden. Revised. 2: 142. 1851.
Etimología
El nombre del género Aerides (Aer.) procede de las palabras griegas "aer" = "aire" y "eides" = "asemejando", aludiendo al hábito de epífitas de estas plantas que aparentemente se alimentan de nada, solo de lo que la atmósfera pueda ofrecerles. 
falcatum: epíteto latino que significa "con forma de hoz".
Sinonimia
- Aerides falcata
- Aerides larpentae Rchb.f. 1856
- Aerides mendelii E.Morren 1876
- Aerides siamense Klinge 1898
- Aerides falcatum var. maurandii Guillaumin 1953[4]